# Luis Bacalov
Luis Enrique Bacalov, conosciuto anche come Luis Enriquez (San Martín, 30 agosto 1933 – Roma, 15 novembre 2017) è stato un pianista, compositore, direttore d'orchestra e arrangiatore argentino naturalizzato italiano, famoso per le sue colonne sonore cinematografiche.

## Biografia
Nasce a San Martín, Provincia di Buenos Aires, Argentina, il 30 agosto 1933 da una famiglia di origini bulgare di tradizione religiosa ebraica, anche se lui si considerava "laico e agnostico". Dopo aver iniziato lo studio del pianoforte in Argentina all'età di cinque anni con il professor Enrique Barenboim (padre di Daniel ed allievo di Vincenzo Scaramuzza), completa gli studi a Buenos Aires. Inizia quindi una serie di concerti nell'intero Sudamerica. A vent'anni lascia l'Argentina e si trasferisce in Colombia, dove vive quattro anni e si sposa. Si trasferisce quindi in Europa e vive per quasi un anno in Spagna, ma soffre il clima politico del franchismo. Si sposta dunque a Parigi, dove compie degli studi di perfezionamento. Nel 1959 arriva in Italia, dove gli viene offerto un lavoro e vi trascorre sei mesi. In Italia si afferma subito come brillante arrangiatore, prima per la casa discografica Fonit Cetra e poi per la RCA. Alla Fonit Cetra incontra diversi artisti come Claudio Villa (del quale per un anno è stato anche pianista accompagnatore nei concerti) e Milva (per citare solo alcuni tra i più noti dell'epoca). In Italia riprende lo studio del pianoforte – abbandonato da qualche anno – sotto la guida di un maestro, Vitaliano. 
Si trasferisce dunque a Milano. Una volta passato alla RCA, nel 1960, Bacalov (che all'epoca si firma come Luis Enriquez) si mette subito in luce curando gli arrangiamenti delle canzoni di Nico Fidenco (memorabile quello per Legata a un granello di sabbia), Sergio Endrigo, Rita Pavone (La partita di pallone, Cuore, Il ballo del mattone, Che m'importa del mondo e Questo nostro amore), Umberto Bindi (Un ricordo d'amore, Il mio mondo), Neil Sedaka (La terza luna, I tuoi capricci, L'ultimo appuntamento). Con Endrigo, Bacalov forma un sodalizio quasi ventennale, testimoniato da canzoni come Io che amo solo te (altro indimenticabile arrangiamento), Se le cose stanno così, Era d'estate, Canzone per te, Lontano dagli occhi, L'arca di Noè, Ci vuole un fiore, Elisa Elisa.
In seguito, proprio con lo stesso Endrigo, Bacalov ebbe un lungo confronto in sede giudiziaria per la paternità del motivo che il compositore utilizzò come tema del film Il postino, per il quale ottenne il Premio Oscar nel 1996, del tutto simile alle note di Nelle mie notti, canzone di Endrigo del 1974. Dopo una sentenza del 2001 che lo assolveva dall'accusa di plagio e una del 2003 della Corte di appello civile di Roma che lo condannava per aver copiato da Endrigo,  nel 2013 riconosce a Sergio Endrigo (nel frattempo deceduto), a Riccardo Del Turco e a Paolo Margheri la co-paternità del brano della colonna sonora.
Tra gli album che vedono la collaborazione tra Bacalov ed Endrigo vanno ricordati i primi due long playing del cantautore istriano, incisi per la RCA (rispettivamente 1962 e 1964), La vita, amico, è l'arte dell'incontro (Cetra, 1969), il doppio dal vivo L'Arca di Noè (Cetra, 1970), Nuove canzoni d'amore (Cetra, 1971), L'arca (Cetra, 1972), Ci vuole un fiore (Ricordi, 1974). Negli anni settanta Bacalov cura anche gli arrangiamenti per gli album dei New Trolls (Concerto grosso per i New Trolls, Cetra 1971 e Concerto Grosso n. 2, Cetra 1976), Osanna (Preludio tema variazioni canzona, Cetra 1972), Il Rovescio della Medaglia (Contaminazione, RCA 1973), Claudio Baglioni (Sabato pomeriggio, RCA 1975), Mia Martini (Che vuoi che sia, Se t'ho aspettato tanto, CIV 1976), Ricchi e Poveri (I musicanti, Fonit Cetra 1976), Paolo Frescura ( Paolo Frescura,RCA 1978). Nel 1960 Bacalov comincia anche l'attività di compositore per il cinema, sotto lo pseudonimo di Luis Enríquez. Tra gli innumerevoli film per i quali ha composto la colonna sonora ricordiamo Il Vangelo secondo Matteo (1964), Django e Quién sabe? (1966), A ciascuno il suo (1967), L'amica (1969), Cuori solitari (1970), Milano calibro 9 (1972). Nel 1962 inizia la collaborazione con Gianni Morandi, per il quale scrive la musica di Fatti mandare dalla mamma a prendere il latte e, l'anno dopo, di Ho chiuso le finestre.
Verso la fine degli anni settanta, collabora con Federico Fellini per le musiche del film La città delle donne (dopo la morte improvvisa di Nino Rota). Nel 1996 si aggiudica il Premio Oscar, in seguito dimezzato, per le musiche del film Il postino. Nel corso della sua carriera Bacalov ha collaborato con numerosi registi, tra i quali Pier Paolo Pasolini, Damiano Damiani, Ettore Scola, Fernando Di Leo, Gianni Serra, Franco Giraldi e anche per Francesco Rosi nel 1997 per il bellissimo La tregua, tratto da Primo Levi. Parte del tema della colonna sonora scritta da Bacalov per lo spaghetti-western Il grande duello è stata utilizzata da Quentin Tarantino nel film Kill Bill. Nello stesso film figurano musiche di Ennio Morricone, con il quale ha collaborato. Nel 1998 aiutò Fabrizio de André a cantare la sua canzone Smisurata preghiera in lingua spagnola col titolo di Desmedida Plegaria, inserita poi nel film Ilona arriva con la pioggia. Il cantautore genovese lo cita durante il concerto a Roma nello stesso anno, dedicandogli la medesima canzone prima di eseguirla.
Nel 2000 ha scritto le musiche per Mosè, principe del deserto, musical con testi di Luca Nicolaj e canzoni di Loriana Lana. Sempre nel 2000 inizia la sua lunga collaborazione con la Cantattrice Anna Maria Castelli con il recital "La meravigliosa avventura del tango" nato in seguito alla produzione discografica del CD La meravigliosa avventura di Carlos Gardel per Il Manifesto con la quale registra il live Miti del tango.
Nella sua attività sinfonica è direttore principale dell'Orchestra ICO della Magna Grecia di Taranto. È stato titolare del corso di Composizione di musica per film presso l'Accademia Musicale Chigiana di Siena, nonché docente presso l'Accademia di cinema ACT MULTIMEDIA di Cinecittà a Roma. Nel luglio 2008 ha inaugurato la Settimana Musicale Senese con l'opera-balletto Y Borges cuenta que su libretto di Carlos Sessano, Alberto Muñoz e Luis Bacalov, con la regia di Giorgio Barberio Corsetti, Carlos Branca nel ruolo di Borges coreografia di Anna Paola Bacalov, coreografie e scene di Tango di Alex Cantarelli, costumi di Cristian Taraborrelli. Musicista di pregiata fattura. Intensa è l'attività concertistica, è pianista dal tocco cristallino e fraseggio raffinato.
Nel 2009 ha suonato il pianoforte nel disco di Claudio Baglioni Q.P.G.A., nella canzone Fiore di sale. È presidente onorario del Festival Cinematografico Viareggio EuropaCinema. Con il regista Argentino Carlos Branca ha fatto la direzione musicale delle opere: Estaba la madre (opera lirica rappresentata in Italia e in Argentina), Baires concerto, Y Borges cuenta que... (con la regia di Giorgio Barberio Corsetti), Mi Buenos Aires querido. Nel luglio 2014 ha partecipato al Ravello Festival con un nuovo spettacolo Con el respiro del Tango con l'attore Michele Placido, regia di Carlos Branca e l'opera Insalata porteña con l'Orchestra Verdi di Milano.
Nel 2012 Quentin Tarantino utilizza alcuni brani composti da Luis Bacalov nel suo film di ambientazione western Django Unchained. Nel 2014 Luis Bacalov partecipa al film Born in the U.S.E. diretto da Michele Diomà e co-prodotto da Renzo Rossellini. Accanto al compositore premio Oscar ci sono i registi Francesco Rosi e Giuseppe Tornatore. Il 25 agosto 2015, a vent'anni dall'Oscar, Bacalov ha tenuto uno spettacolo proprio a Pollara nelle Isole Eolie dove Troisi girò Il postino. Bacalov ha presentato in anteprima Poetry Soundtrack, celebrando i grandi poeti del cinema: da Pasolini a Fellini, da Troisi a Tarantino e la riscoperta di Fernando Di Leo. Il recital è un viaggio che ci propone le straordinarie colonne sonore eseguite in una veste minimale, così come sono nate. A scandire le musiche sono le poesie, monologhi, pensieri e aneddoti letti dal regista Cosimo Damiano Damato per raccontare il vissuto artistico e umano degli autori.
Sempre nel 2015, Luis Bacalov riceve il Premio alla Carriera al Gran Galá di Bergamo al teatro Donizetti, dove si racconta attraverso aneddoti e incontri che hanno determinato la sua carriera; in quella occasione viene presentato il suo brano “estoriando” per due pianoforti eseguito da Alberto Pizzo e Stefano Miceli. 
È morto il 15 novembre 2017, all'età di 84 anni, all'ospedale San Filippo Neri di Roma, dopo dieci giorni di degenza, in seguito a un'ischemia.
Nel primo anniversario dalla morte è stato presentato lo spettacolo Una vita da film: Luis Bacalov, diretto dall'amico Carlos Branca e Rosanna Pavarini, la cui struttura fu creata dal compositore stesso prima della scomparsa.

## Principali arrangiamenti
- 1960 - What a Sky per Nico Fidenco
- 1960 - Il capello per Edoardo Vianello
- 1961 - Legata a un granello di sabbia per Nico Fidenco
- 1962 - La partita di pallone per Rita Pavone
- 1962 - Io che amo solo te per Sergio Endrigo
- 1962 - Come te non c'è nessuno per Rita Pavone
- 1963 - Alla mia età per Rita Pavone
- 1963 - So long per Rosy
- 1963 - La nostra casa per Gino Paoli
- 1963 - Il ballo del mattone per Rita Pavone
- 1963 - Cuore per Rita Pavone
- 1963 - Se mi perderai per Nico Fidenco
- 1963 - Che m'importa del mondo per Rita Pavone
- 1964 - Con te sulla spiaggia per Nico Fidenco
- 1967 - Il cielo (45 giri) per Lucio Dalla
- 1971 - Concerto grosso per i New Trolls per i New Trolls (album)
- 1972 - Milano Calibro 9 per gli Osanna
- 1972 - Il pappagallo per Sergio Endrigo
- 1973 - Contaminazione per Il Rovescio della Medaglia
- 1975 - Sabato pomeriggio per Claudio Baglioni
- 1976 - Concerto grosso n. 2 per i New Trolls
- 1976 - Che vuoi che sia... se t'ho aspettato tanto per Mia Martini
- 1978 - Non serve a niente per Paolo Frescura

## Discografia parziale

### 33 giri
- 1964 – Electronia - Luis Enríquez and his Electronic Men (RCA Italiana PML 10385)
- 1967 – Luis Enriquez, pianoforte e orchestra (ARC SAS 23)
- 1972 – Pitturamusica - Masci - Luis Enríquez Bacalov (General Music GM ZSLGE 55066)
- 1972 – Galanterien - Luis Bacalov (RCA_Red_Seal SL 20252)
- 1975 – Desbandes - Gato Barbieri & Luis Bacalov (Vista TPL1 1149)

### 45 giri
- 1971 – The Key Witness/A Happy Haven - (General Music, ZGE 50172)

### CD
- 2000 – Misa Tango - Luis Bacalov, Placido Domingo, Martinez, Chung (DG)
- 2001 – Tango and Around - Luis Bacalov Quartet (CAM JAZZ)
- 2005 – La meravigliosa avventura di Carlos Gardel - Luis Bacalov (CD 146 il manifesto)
- 2014 – Xena Tango - con Roberta Alloisio e Walter Rios

## Filmografia
- La banda del buco, regia di Mario Amendola (1960)
- I due della legione, regia di Lucio Fulci (1962)
- La noia, regia di Damiano Damiani (1963)
- Vino, whisky e acqua salata, regia di Mario Amendola (1963)
- Un amore e un addio (Donde tú estés), regia di Germán Lorente (1964)
- Il Vangelo secondo Matteo, regia di Pier Paolo Pasolini (1964)
- Extraconiugale, regia di Massimo Franciosa (1964)
- La congiuntura, regia di Ettore Scola (1965)
- Questa volta parliamo di uomini, regia di Lina Wertmüller (1965)
- OSS 77 - Operazione fior di loto, regia di Bruno Paolinelli (1965)
- Oggi, domani, dopodomani, regia di Luciano Salce (1965)
- Una vergine per il principe, regia di Pasquale Festa Campanile (1966)
- Django, regia di Sergio Corbucci (1966)
- Una questione d'onore, regia di Luigi Zampa (1966)
- La strega in amore, regia di Damiano Damiani (1966)
- Sugar Colt, regia di Franco Giraldi (1966)
- Una rosa per tutti, regia di Franco Rossi (1966)
- Quién sabe?, regia di Damiano Damiani (1967)
- A ciascuno il suo, regia di Elio Petri (1967)
- Ballata da un miliardo, regia di Gianni Puccini (1967)
- Per amore... per magia..., regia di Duccio Tessari (1967)
- La più grande rapina del West, regia di Maurizio Lucidi (1967)
- Questi fantasmi, regia di Renato Castellani (1967)
- Lo scatenato, regia di Franco Indovina (1968)
- Tutto per tutto, regia di Umberto Lenzi (1968)
- I protagonisti, regia di Marcello Fondato (1968)
- A qualsiasi prezzo, regia di Emilio Miraglia (1968)
- La pecora nera, regia di Luciano Salce (1968)
- La bambolona, regia di Franco Giraldi (1968)
- Rebus, regia di Nino Zanchin (1968)
- La morte sull'alta collina, regia di Fernando Cerchio (1969)
- I quattro del pater noster, regia di Ruggero Deodato (1969)
- Il prezzo del potere, regia di Tonino Valerii (1969)
- L'amica, regia di Alberto Lattuada (1969)
- Cuori solitari, regia di Franco Giraldi (1970)
- L'oro dei Bravados, regia di Giancarlo Romitelli (1970)
- La supertestimone, regia di Franco Giraldi (1971)
- La grande scrofa nera, regia di Filippo Ottoni (1971)
- La vittima designata, regia di Maurizio Lucidi (1971)
- Lo chiamavano King, regia di Giancarlo Romitelli (1971)
- Roma bene, regia di Carlo Lizzani (1971)
- Ricatto alla mala, regia di Antonio Isasi-Isasmendi (1972)
- Monta in sella figlio di...!, regia di Tonino Ricci (1972)
- Milano calibro 9, regia di Fernando Di Leo (1972)
- Si può fare... amigo, regia di Maurizio Lucidi (1972)
- Beati i ricchi, regia di Salvatore Samperi (1972)
- Il grande duello, regia di Giancarlo Santi (1972)
- La polizia è al servizio del cittadino?, regia di Romolo Guerrieri (1973)
- Il boss, regia di Fernando Di Leo (1973)
- Partirono preti, tornarono... curati, regia di Bianco Manini (1973)
- Amore quotidiano, regia di Claude Pierson (1973)
- Lo chiamavano Mezzogiorno, regia di Peter Collinson (1973)
- L'ultima chance, regia di Maurizio Lucidi (1973)
- La seduzione, regia di Fernando Di Leo (1973)
- La rosa rossa, regia di Franco Giraldi (1973)
- Sistemo l'America e torno, regia di Nanni Loy (1974)
- Il poliziotto è marcio, regia di Fernando Di Leo (1974)
- Il lungo viaggio – miniserie TV (1975)
- Colpo in canna, regia di Fernando Di Leo (1975)
- L'amica di mia madre, regia di Mauro Ivaldi (1975)
- La città sconvolta: caccia spietata ai rapitori, regia di Fernando Di Leo (1975)
- L'uomo che sfidò l'organizzazione, regia di Sergio Grieco (1975)
- Colpita da improvviso benessere, regia di Franco Giraldi (1976)
- Gli esecutori, regia di Maurizio Lucidi (1976)
- I prosseneti, regia di Brunello Rondi (1976)
- Gli amici di Nick Hezard, regia di Fernando Di Leo (1976)
- I padroni della città, regia di Fernando Di Leo (1976)
- Il conto è chiuso, regia di Stelvio Massi (1976)
- Un anno di scuola – film TV (1977)
- È stato così – film TV (1977)
- Grazie tante arrivederci, regia di Mauro Ivaldi (1977)
- Diamanti sporchi di sangue, regia di Fernando Di Leo (1977)
- Giorno segreto – miniserie TV (1978)
- Il balordo – miniserie TV (1978)
- Improvviso, regia di Edith Bruck (1979)
- Le rose di Danzica, regia di Alberto Bevilacqua (1979)
- La giacca verde, regia di Franco Giraldi (1979)
- Vacanze per un massacro - Madness, regia di Fernando Di Leo (1980)
- La città delle donne, regia di Federico Fellini (1980)
- L'assassino ha le ore contate – miniserie TV (1981)
- Habibi, amor mío, regia di Luis Gómez Valdivieso (1981)
- I giochi del diavolo – miniserie TV (1981)
- La festa perduta, regia di Pier Giuseppe Murgia (1981)
- La ragazza di via Millelire, regia di Gianni Serra (1981)
- Os saltimbancos Trapalhões, regia di J.B. Tanko (1981)
- Ivanov – film TV (1981)
- Roma dalla finestra, regia di Masuo Ikeda (1982)
- Prestami il rossetto, regia di Diane Kurys (1983)
- Le jeune marié, regia di Bernard Stora (1983)
- La casa delle orchidee, regia di Derek Ford (1983)
- Ars amandi - L'arte di amare, regia di Walerian Borowczyk (1983)
- Il giudice (Le Juge), regia di Philippe Lefebvre (1984)
- Una strana passione, regia di Jean-Pierre Dougnac (1984)
- Mio figlio non sa leggere – film TV (1984)
- Un caso d'incoscienza – film TV (1984)
- Voglia di cantare – miniserie TV (1985)
- Il corsaro – miniserie TV (1985)
- Le Transfuge, regia di Philippe Lefebvre (1985)
- Inganni, regia di Luigi Faccini (1985)
- La fronda inutile - Ciano, Bottai e Grandi – miniserie TV (1986)
- Nessuno torna indietro – miniserie TV (1987)
- Cinque storie inquietanti – miniserie TV (1987)
- Maniac Killer, regia di Andrea Bianchi (1987)
- La maschera, regia di Fiorella Infascelli (1988)
- Donna d'ombra, regia di Luigi Faccini (1988)
- Isabella la ladra – miniserie TV (1989)
- La vita leggendaria di Ernest Hemingway, regia di José María Sánchez (1989)
- Leonardo's Dream, cortometraggio, regia di Douglas Trumbull (1989)
- La bugiarda – miniserie TV (1989)
- La bahía esmeralda, regia di Jesús Franco (1989)
- Burro, regia di José María Sánchez (1989)
- Dagli Appennini alle Ande – miniserie TV (1990)
- Favola crudele, regia di Roberto Leoni (1991)
- Una vita in gioco – film TV (1991)
- Notte di stelle, regia di Luigi Faccini (1991)
- Una storia semplice, regia di Emidio Greco (1991)
- Il postino, regia di Michael Radford (1994)
- Une folie – film TV (1995)
- Dopo la tempesta – film TV (1996)
- Anni ribelli, regia di Rosalía Polizzi (1994)
- La frontiera, regia di Franco Giraldi (1996)
- Ilona arriva con la pioggia, regia di Sergio Cabrera (1996)
- Mamma, mi si è depresso papà – film TV (1996)
- Mi fai un favore, regia di Giancarlo Scarchilli (1996)
- La tregua, regia di Francesco Rosi (1997)
- L'avvocato delle donne – miniserie TV (1997)
- La deuda, regia di Nicolás Buenaventura e Manuel José Álvarez (1997)
- Don Milani - Il priore di Barbiana – film TV (1997)
- Il nostro piccolo angelo – film TV (1997)
- Amori & segreti, regia di Theresa Connelly (1998)
- Frontera Sur, regia di Gerardo Herrero (1998)
- B. Monkey - Una donna da salvare, regia di Michael Radford (1998)
- Secret of the Andes, regia di Alejandro Azzano (1998)
- Panni sporchi, regia di Mario Monicelli (1999)
- Milonga, regia di Emidio Greco (1999)
- La lettera d'amore, regia di Peter Ho-Sun Chan (1999)
- Il gioco, regia di Claudia Florio (1999)
- I figli del secolo, regia di Diane Kurys (1999)
- Torino calabro 9, cortometraggio, regia di Antonio e Giancarlo Marzano (1999)
- Imprevisti di nozze, regia di Steven Feder (2000)
- Per incanto o per delizia, regia di Fina Torres (2000)
- Il cielo cade, regia di Andrea Frazzi e Antonio Frazzi (2000)
- La regina degli scacchi, regia di Claudia Florio (2001)
- Come l'America – film TV (2001)
- Ferchaux – film TV (2001)
- Il consiglio d'Egitto, regia di Emidio Greco (2002)
- Assassination Tango, regia di Robert Duvall (2002)
- Marcinelle – film TV (2003)
- Mother Theresa: An Animated Classic, regia di Jon Song Chol e Orlando Corradi (2004)
- Il lago dei sogni, regia di Eric Small (2004)
- Angela – film TV (2005)
- L'isola dei sogni, regia di José Pepe Bojórquez (2006)
- And Quiet Flows the Don – serie TV (2006)
- Hotel Meina, regia di Carlo Lizzani (2007)
- L'uomo privato, regia di Emidio Greco (2007)
- Caravaggio, regia di Angelo Longoni – miniserie TV (2008)
- La rabbia, regia di Louis Nero (2008)
- Notizie degli scavi, regia di Emidio Greco (2010)
- The Earth: Our Home, regia di Vittorio Giacci e Pierpaolo Saporito – documentario (2010)
- Karol, regia di Orlando Corradi (2011)
- Luna Nascosta, regia di José Pepe Bojórquez (2012)
- Elsa & Fred, regia di Michael Radford (2014)